# Рачо Петров
Рачо Петров Стоянов (род. Радуш Петров Стоянов) е български офицер (генерал от пехотата) и политик.
Рачо Петров заема редица постове в българската армия, а след уволнението си през 1896 г. се занимава с политическа дейност. Два пъти е министър-председател на България – първият път оглавява временното 21-во правителство от 25 януари 1901 г. до 4 март 1901 г., а вторият – 26-ото правителство от 19 май 1903 г. до 4 ноември 1906 г. По време на своята кариера той е смятан за особено близък с княз Фердинанд I.

## Биография

### Ранни години
Рачо Петров е роден на 19 февруари 1861 година в Шумен, Османска империя, в семейството на търговеца Петър Стоянов и съпругата му Юргица – дъщеря на крупния шуменски търговец Станчо Шалваджиев. Кръстен е с името Радуш. Близките му го наричат Радчо, а по-късно – Рачо, с което име е познат бъдещият български генерал. Има по-голям брат Стефан, по-малък брат Димитър и по-малка сестра, която умира на 4-годишна възраст.
През 1867 година е изпратен на училище, а през 1871 година постъпва в гимназията в Шумен, където негов учител по геометрия и тригонометрия е Панайот Волов, а по история – Тодор Джебаров. През 1875 година завършва четвърти клас, а с това и курса в гимназията и през есента на същата година постъпва като писар в Митрополията. През пролетта на 1876 година напуска и се записва в педагогическия курс на Рачко Рачев. Поради напускането на един от редовните учители Рачо Петров го замества, а от есента на същата година е назначен за редовен учител.

### Начало на военната кариера
След смъртта на баща си, в началото на 1878 година Рачо Петров заминава за Разград, където за кратко работи при предприемача Димко Ачков. Там научава, че в Пловдив се провеждат курсове по руски език, и се отправя към главния град на Източна Румелия с препоръчително писмо от руските власти и с дипломата си за завършената Шуменска гимназия. Записва се в курсовете заедно със съученика си от гимназията Христо Попов и ги завършва четири месеца по-късно с отличие. По това време в Пловдив се формира така наречената Командата на волноопределяющите се, чиято цел е да подготви кадри за бъдещото Военно училище. По стечение на обстоятелствата, началникът на току-що приключилия курс по руски език капитан Николай Флейшер става и първият началник на това училище. Обучението започва на 22 юли 1878 година, когато Рачо Петров е зачислен като редник към Татар-Пазарджикска № 22 пеша дружина. В края на август, за броени дни Петров е издигнат с три чина до прапоршчик и командирован в току-що създаденото Военно училище в София.
На 10 май 1879 година завършва в първия випуск на училището, произведен е в чин подпоручик и получава назначение в Деветнадесета шуменска пеша дружина. Малко по-късно е прекомандирован към Военното училище като инструктор и остава в София. През следващата година успешно взема конкурсния изпит за следване в академия. Така на 13 октомври 1880 е зачислен в младшия клас на Николаевската генералщабна академия в Санкт Петербург. През март 1882 е произведен в чин поручик. През април 1883 година поручик Петров завършва академията и е изпратен на практически занятия в лагера на войските от Одеския военен окръг, където остава до септември същата година.
При завръщането си в България през септември 1883 година поручик Рачо Петров отказва предложение от руското командване да стажува в Русия. Назначен е за ротен командир в Тетевенска № 5 пеша дружина в София. В началото на 1884 година е преведен в Орханийска № 11 пеша дружина в Шумен. По негова инициатива, както и на други млади офицери, военните балове в града започват с българско хоро. Първоначално това е отказано, но след бойкот на първия бал, се принуждават да приемат предложението им. През март 1885 е произведен в чин капитан, зачислен към генералния щаб и назначен за бригаден адютант в щаба на 1-ва пехотна бригада в София.

### Участие в Сръбско-българската война (1885)
На 9 септември 1885 година – три дни след Съединението на Княжество България и Източна Румелия – княз Александър Батенберг назначава капитан Рачо Петров за началник на щаба на Действащата армия. В това си качество Петров планира, координира и направлява отпора срещу сръбските войски, нападнали България в началото на ноември същата година. Оценявайки политическия и психологическия ефект от евентуална загуба на София, той избира рискованата стратегия да прегради пътя на сърбите преди пристигането на войските от Южна България, като избира за решителното сражение позицията край Сливница. Участва в заседанието на министерския съвет през нощта на 5 срещу 6 ноември, което анализира обстановката след първия ден от Сливнишкото сражение. Въпреки очертаващото се числено надмощие на сърбите, убеждава министрите против намеренията на княза да изтегли войските към Ихтиман. За да спре обхода на южния фланг и да спечели време за съсредоточаване на южнобългарските войски на Сливнишката позиция, хвърля Радомирския отряд, събран от разбити и необучени части без артилерия, в самоубийствена атака срещу Моравската дивизия край Брезник.
За участието си в Сръбско-българската война е награден с орден „За храброст“ II степен. През 1886 г. е произведен в чин майор. Остава начело на щаба на армията до 1894 г. През 1887 г. е началник на Военното училище.

### В служба на Регентството и княз Фердинанд
В политическата криза, последвала проваления русофилски преврат от август 1886 и абдикацията на княз Александър, майор Рачо Петров подкрепя Регентството, като съдейства за усмиряване на бунтуващите се офицери в страната. През септември същата година той преговаря с командирите на Шуменския гарнизон, дали ултиматум на регентите да се съобразят с исканията на руския емисар генерал Каулбарс за освобождаване на арестуваните поддръжници на преврата и отлагане на изборите за Велико народно събрание. Изпратен е в Северна България, за да неутрализира опита на Каулбарс да привлече подкрепа от местното население и гарнизонни командири. В отговор на бунтовете в Силистра и Русе през февруари 1887 правителството изпраща Петров във втория град с извънредни пълномощия на главнокомандващ и подробни инструкции за разправа със заловените метежници. Назначава военно-полевия съд, който налага смъртни наказания на водачите на бунта в Русе.
През лятото на 1887 Рачо Петров наследява за кратко Данаил Николаев начело на военното министерство, но отстъпва поста с назначаването на правителството на Стефан Стамболов. На 2 август 1888 „за особени заслуги“ е произведен в чин подполковник. При управлението на Стамболов остава начело на генералния щаб – на заден план в сравнение с военните министри Сава Муткуров и Михаил Савов, но с доверието на княз Фердинанд. На 2 август 1891 „за отличие“ е произведен в чин полковник. През април 1894, след конфликта между Савов и Стамболов, Петров (достигнал междувременно чин полковник) е назначен отново за военен министър. Осигурява лоялността на висшите офицери и помага на княза да отстрани Стамболов от властта. Остава военен министър при управлението на Константин Стоилов до 1896 г. Поддържа близки отношения с представителя на ВМОРО Гьорче Петров. През ноември 1896 година напуска правителството в знак на протест срещу реабилитацията на емигриралите офицери русофили, въпреки заплахите на Фердинанд, че може да бъде убит като Стамболов.

### Министър-председател
След излизането си от правителството на Стоилов, Рачо Петров се занимава с предприемачество. През юли 1898 е определен за пълномощник и съдружник в събирателното търговско дружество за строежа на железопътната линия от Радомир през Кюстендил до Гюешево, за чието изграждане пледира още като военен министър. Строителството, което трябва да свърже София със Скопие, не е осъществено, поради недостиг на държавно финансиране и съпротива на турските власти в Македония.
Включва се повторно в политиката като доверено лице на княза във втория кабинет на либералите, като заема мястото на компрометиралия се по време на селските бунтове министър на вътрешните работи Васил Радославов. В подготовката на изборите за XI обикновено народно събрание провежда чистка на местната администрация от поставеници на Либералната партия. По тази причина влиза в конфликт с министър-председателя Тодор Иванчов, който подава оставка, и с подкрепата на княза съставя ново преходно правителство, натоварено от Фердинанд с провеждането на изборите през януари 1901. Избран е в XI (1901 г.) и XIII (1903 – 1908 г.) Обикновено народно събрание. През 1903 – 1906 г. оглавява правителство от представители на Народнолибералната партия и безпартийни. Подава оставка след аферата „Шарл–Жан“.
Проведена през 1910 година парламентарна анкета установява, че Рачо Петров внася големи суми от различни държавни фондове в лихвена сметка в Българската народна банка, в която постъпват и негови лични средства. Освен от лихвите по сметката, той си присвоява и доходи от множество спекулации с валута и ценни книжа, които извършва с държавни пари. В състояние на конфликт на интереси влага значителни суми в облигации по българските държавни заеми. Подобни злоупотреби са обичайни за министрите през този период.

### Участие във войните от 1912 – 1918
Скоро след като излиза от политиката, през 1908, генерал Рачо Петров основава и оглавява (до 1911) Съюза на запасните офицери.
През Балканската война е назначен за съветник в свитата на престолонаследника Борис. В края на октомври 1912 преговаря с гърците за допускане на Седма Рилска дивизия в превзетия от тях Солун.
На 20 юни 1913 – дни след избухването на Междусъюзническата война, Рачо Петров е назначен начело на разположената около Цариброд и Трън Трета армия. През следващите дни ръководи безуспешните операции за овладяване на Враня и Пирот. Напредването на поверената му армия към Южна Морава е спряно от сърбите при възвишението Букова глава, а атаката към Пирот е спряна от главното командване, поради необходимостта от прехвърляне на подкрепления за разбитите български войски в Македония. След края на войната, на 2 август 1913, Рачо Петров е повишен от генерал-майор в чин генерал-лейтенант.
През декември 1915, по време на Първата световна война, генерал Петров става началник на новосъздадената Македонска военноинспекционна област. Заема длъжността до октомври 1916. Зачислен е към щаба на действащата армия. През 1917 г. излиза в запас по собствено желание.

### След Първата световна война
При правителството на Александър Стамболийски (1920) той е осъден на 75 години затвор. Прекарва 4 години в затвора, но след падането на правителството на Стамболийски е амнистиран през 1924 г. На 6 май 1936 г. цар Борис III го удостоява с най-високото звание генерал от пехотата.
Рачо Петров умира на 22 януари 1942 г. в гара Белово – Пазарджишко.
Наричан е от дейците на ВМОРО и ВМРО с прякора Султанина.

## Семейство
Рачо Петров е женен от 1887 за родената в Тулча красавица от богат севернодобруджански български род Султана Панталеева Хаджиминчович (1869 – 1946), известна като Султана Рачо Петрова. Те имат 3 деца:
- Мария
- Влада (по мъж Карастоянова), известна журналистка от Би Би Си
- Благой.

Бракът не върви добре и през 1919 г. се развеждат след 32 години съвместен живот.

## Военни звания
- Редник (22 юли 1878)
- Ефрейтор (28 август 1878)
- Унтерофицер (29 август 1878)
- Зауряд-прапоршчик (30 август 1878)
- Подпоручик (10 май 1879)
- Поручик (24 март 1882)
- Капитан (24 март 1885)
- Майор (1886)
- Подполковник (2 август 1888)
- Полковник (2 август 1891)[32]
- Генерал-майор (17 ноември 1896)
- Генерал-лейтенант (2 август 1913)
- Генерал от пехотата (6 май 1936)

## Награди
- Военен орден „За храброст“ II степен (1886)
- Княжеский орден „Св. Александър“ III степен с мечове по средата
- Княжеский орден „Св. Александър“ II степен с мечове отгоре (1887)
- Княжеский орден „Св. Александър“ I степен без мечове
- Златен орден „За заслуга“
- Орден „Меджидие“ I степен, Османска империя
- Орден „Османие“ I степен, Османска империя
- Орден „Св. Анна“ I степен, Руска империя
- Орден „Короната“ I степен, Прусия
- Орден „Таково“ I степен, Кралство Сърбия